# Selago peduncularis
Selago peduncularis är en flenörtsväxtart som beskrevs av Ernst Meyer. Selago peduncularis ingår i släktet Selago och familjen flenörtsväxter. Inga underarter finns listade i Catalogue of Life.